# Visning
Visning (engelska showdown), är ett begrepp inom poker.
Efter sista satsningsrundan i en pokergiv blir det visning om minst två spelare inte har lagt sig. Efter visningen ges potten till vinnaren, knappen flyttas ett steg medsols och nästa giv påbörjas. Vinnaren är den som har bäst pokerhand av de som visar sina kort, eller är ensam om att visa sina kort. Visningen går till på följande sätt:
Om en person gjorde en höjning eller satsning som sedan en eller flera andra synade måste den som blev synad visa sina kort för att göra anspråk på potten. De andra kan sedan visa sina kort i tur och ordning med början med spelaren till vänster om den synade. Turen går alltså medsols precis som i satsningsrundorna. Om flera spelare visar korten jämförs händerna och spelaren med bäst hand vinner potten. Om två eller flera spelare har lika bra händer får de dela jämnt på potten. Om alla lägger sig efter att den synade visat sin hand får den synade potten direkt. 
Om en spelare lägger sig vid visningen trots att denne hade bäst hand förlorar spelaren rätten till potten. Detta gäller även om spelaren kommer på sitt misstag efter att denne lagt sig och visar upp handen efteråt. För att undvika misstag bör nybörjare därför alltid visa sin hand vid visningen så att de inte går miste om potten i onödan. Vana spelare ser vanligtvis direkt om de är slagna och lägger sig då ofta för att inte i onödan ge information till övriga spelare. En synad spelare har rätt att lägga sig utan att visa handen. Om den synade lägger sig, får spelaren närmast till vänster som är kvar i spel visa sin hand om spelaren vill göra anspråk på potten och sen fortsätter det som vanligt.
Om det blir rundcheckning i sista satsningsrundan måste spelaren som först checkade (dvs den som sitter närmast knappen) visa först om spelaren vill göra anspråk på potten. Sedan fortsätter det precis som vanligt.
Det finns en annan variant av hur en visning går till som är vanlig i privata pokerpartier: Alla spelare som är kvar visar samtidigt sina kort efter sista satsningsrundan och vid en jämförelse utses bästa handen som tar hem potten. Denna variant kan passa nybörjare eftersom man lär sig snabbare när man ser mer av motståndarnas kort. Att visa korten innebär ju att de andra samtidigt får information om varför man spelade som man gjorde i given. 
I vissa spel delar man potten mellan den spelare som har den högsta handen och den spelare som har den lägsta handen. För att kunna vinna med den lägsta handen får handen vanligtvis inte bestå av ett kort högre än åtta. Spel där potten splittas mellan högsta och lägsta handen brukar kallas för Hi/Lo-spel.

## Regler
Allmänna regler vid visningen:
- Den som visar sina kort måste visa alla sina kort, även om inte alla korten ingår i den aktuella handen.
- Om man spelar på kasino får man inte själv skyffla åt sig potten när man anser sig ha vunnit. Dealern utser vinnare och ger markerna i potten åt denne.
- I privata partier är det ofta kutym att man avger sin hand muntligt i samband med att man visar den. En mycket viktig regel är då att om man då råkar säga fel, till exempel "par i damer" när man i själva verket hade tvåpar i damer och nior, gäller alltid kortens värde, inte det man sa. Det är då bra om man rättar den som sa fel så fort felet upptäcks (om det har någon betydelse), helst innan nästa person visar eller lägger sig. Att lägga sig är alltid oåterkalleligt, även om man gjorde det på grund av att man fick fel information om någon annans hand. Detta är alltså ytterligare ett skäl till varför man som ska vara uppmärksam och inte lägga sig i onödan vid visningen. Att medvetet avge fel hand anses vara ett mycket allvarligt etiskt fel i poker, särskilt om det ledde till att man fick potten på grund av att man fick pottens "rättmätiga ägare" att lägga sig på grund av det felaktiga utropet. På kasinon behöver man aldrig säga vilken hand man visar. Den kasinoanställda dealern ser till att potten hamnar hos rätt person.
- Om två eller flera personer har exakt lika bra händer vid visningen och ingen annan visar något ännu bättre ska dessa dela jämnt på potten. Det finns då lite olika regler för vad man ska göra om det inte går jämnt upp. För det första ska pottens marker växlas mot mindre valörer om det kan få den att gå jämnt upp (men inte i mindre valörer än de minsta som används i partiet). Om potten ändå inte går jämnt upp är den vanligaste regeln att spelaren eller spelarna närmast till vänster om knappen får resten så långt det räcker. En annan förekommande regel är att ett eventuellt överskott ligger kvar till nästa giv och får ingå i den potten istället.